# فيليب ماريني
فيليب ماريني (بالفرنسية: Philippe Marini)‏ هو سياسي فرنسي، ولد في 28 يناير 1950 في باريس في فرنسا. حزبياً، نشط في التجمع من أجل الجمهورية والاتحاد من أجل حركة شعبية. وقد انتخب رئيس Association des lauréats du concours général ‏ (2011 – 2018) وانتخب عضو مجلس الشيوخ الفرنسي وانتخب رئيس بلدية ‏ كومبيين (19 مارس 1987 – ).
اعتبارًا من سبتمبر 1992 ، كان السيناتور ماريني عضوًا مؤثرًا في مجلس الشيوخ، حيث ركز على العديد من القضايا المتعلقة بالمصارف والتمويل الدولي. ماريني حاصل على شهادة في القانون، ويعتبر خبير في الشؤون المالية الفرنسية والدولية. قبل الخدمة العامة كقائد منتخب في فرنسا، كان السيناتور ماريني أستاذاً في عدة جامعات. كان ماريني، عضوًا طويل الأمد في UMP ، مشاركًا نشطًا في إعداد خطة الإصلاح الاقتصادي لعضو زميل في UMP ، الرئيس الفرنسي نيكولا ساركوزي.

## السيرة
فيليب ماريني، الابن الوحيد، ولد في باريس، 28 يناير، في عام 1950، من أب متعدد التقنيات وكبير موظفي الخدمة المدنية من أصل كورسيكي. تخرج من معهد الدراسات السياسية في باريس، حاصل على شهادة في القانون من جامعة باريس الثانية ، من خريجي المدرسة الوطنية للإدارة ، هو من المفتشية العامة للمالية (فرنسا) .
كان مدرس في جامعة كومبيان التكنولوجية، في باريس (1975-1976) ، ثم أصبح محاضر في جامعة كومبيان التكنولوجية (1976-1978) ، شغل منصب مساعد مدير في نفس الجامعة عام (1979-1982)، ثم مدير الخدمات المالية من هيئة الطاقة الذرية الفرنسية (1982-1989). ثم أصبح عضو في مجلس إدارة بنك أرجيل في الفترة (من 1989 إلى 1994) ، وهو محام في محكمة باريس منذ عام 1998. وعضو في اللجنة الإشرافية ل مكتب الإيداع والشحن (من 2002 إلى 2008) ، يرأس البعثة الإعلامية المشتركة لمجلس الشيوخ في «تحمل الإدمان وخلق الخطر الخامس».

## وصلات خارجية
- الموقع الرسمي